# Bartramia baginsensis
Bartramia baginsensis là một loài rêu trong họ Bartramiaceae. Loài này được Müll. Hal. mô tả khoa học đầu tiên năm 1875.